# 各務原市高齢者生きがいセンター稲田園
各務原市高齢者生きがいセンター稲田園（かかみがはらしこうれいしゃいきがいセンターいなだえん）は、かつて岐阜県各務原市にあった老人福祉施設（老人福祉センター）である。
施設の老朽化、利用者の減少もあり、2024年（令和6年）3月に閉園した。

## 概要
- 高齢者の健康増進、教養の向上、レクリエーションなどを目的とした施設である。
- 社会福祉法人各務原市社会福祉事業団が運営する。
- 1979年（昭和54年）に各務原市老人福祉センター稲田園として開園[2]。2004年（平成16年）に各務原市高齢者生きがいセンター稲田園に改称した[3]。
- 施設の老朽化、利用者の減少もあり、2024年（令和6年）3月30日に閉園[4][5]。

## 施設概要
- 大浴場
- 大広間

広さは80畳。カラオケ設備がある。
- ロビー

卓球台、ウォーキングマシン、サイクリングマシンが設置されている。

## 利用案内
- 住所：岐阜県各務原市須衛2469番地
- 利用時間：9:00～16:00
- 休館日：日曜日、祝日、年末年始（12月28日～1月4日）
- 利用可能者：各務原市内に在住の60歳以上の高齢者
- 利用料金：100円

## 交通アクセス

### 公共交通機関
- 各務原市ふれあいバス稲羽線「各務小学校西」バス停より徒歩約60分。
- チョイソコかかみがはら「稲田園前」停留所から徒歩すぐ。　※事前予約制（デマンド型交通）

### 自動車
- 国道21号「おがせ町」交差点から県道205号長森各務原線を北上し、「おがせ町6丁目」交差点から市道を北上。

## 周辺施設
- 各務原市北清掃センター
- 各務原市福祉の里